# مکس فلدباور
مکس فلدباور (آلمانی: Max Feldbauer; ۱۴ february ۱۸۶۹ – ۲۰ نوامبر ۱۹۴۸) نقاش اهل آلمان بود.
از افتخارات وی می‌توان به کسب مدال برنز آثار گرافیکی در بخش مسابقات هنری بازی‌های المپیک تابستانی ۱۹۲۸ اشاره کرد.

## نگارخانه

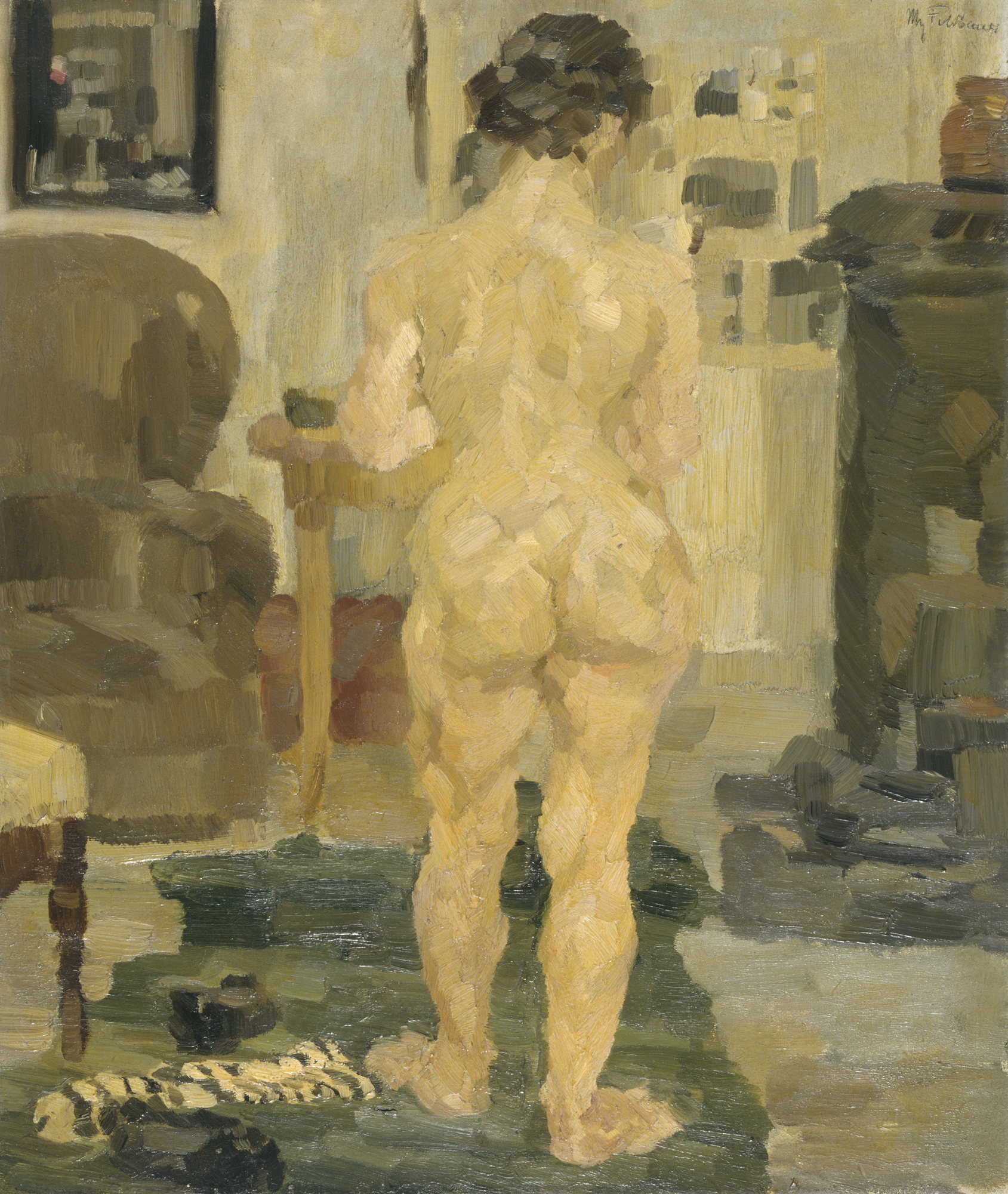
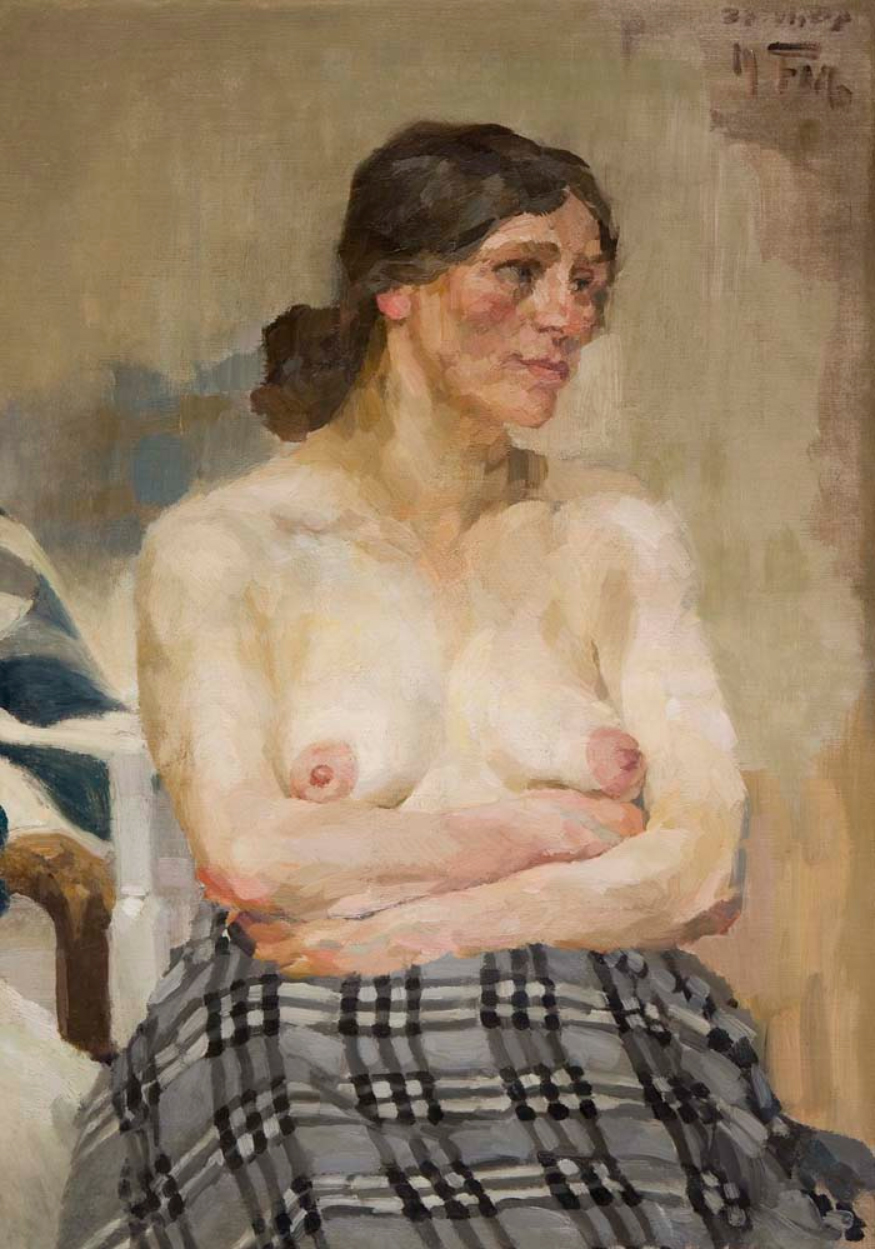
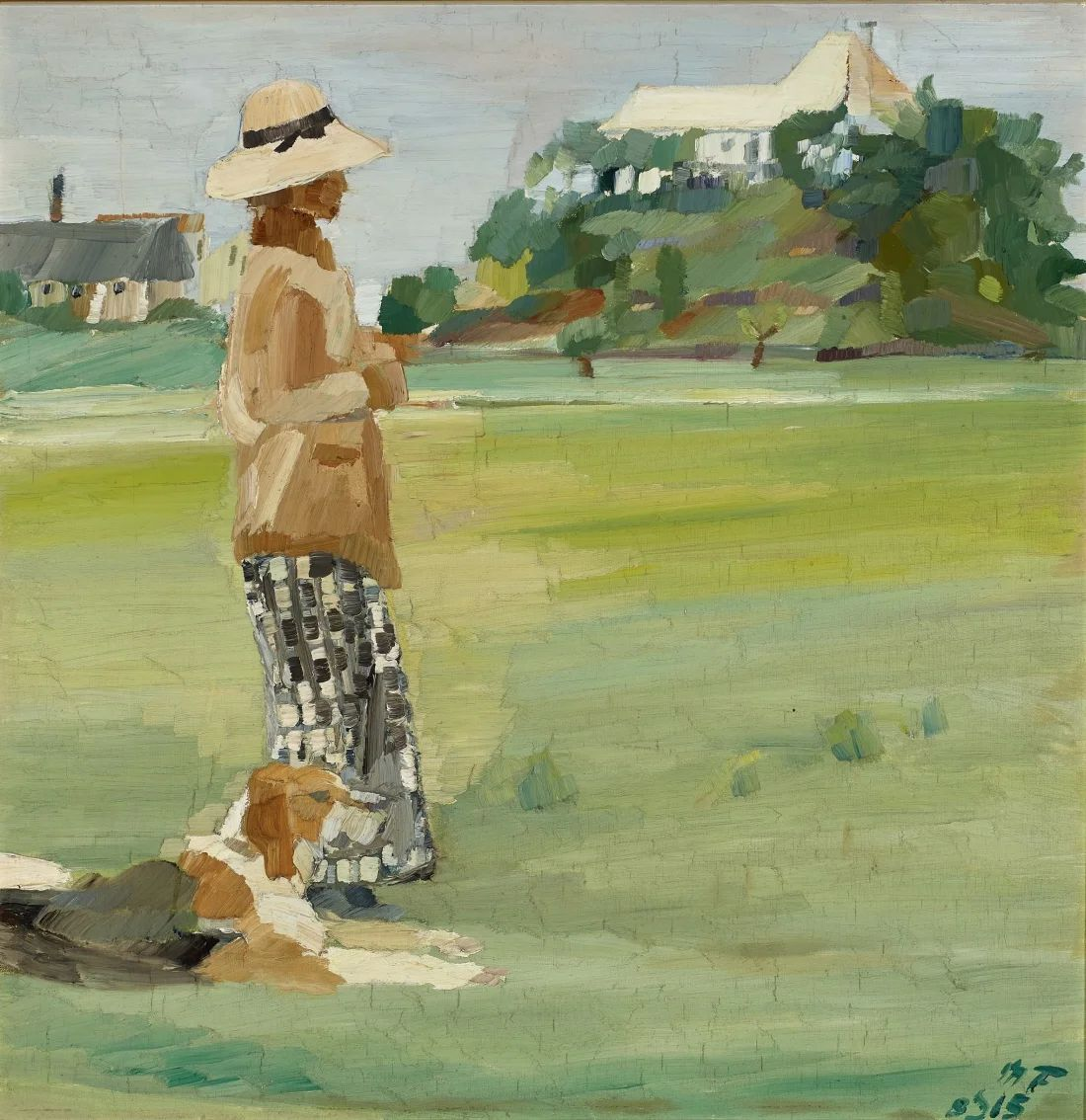
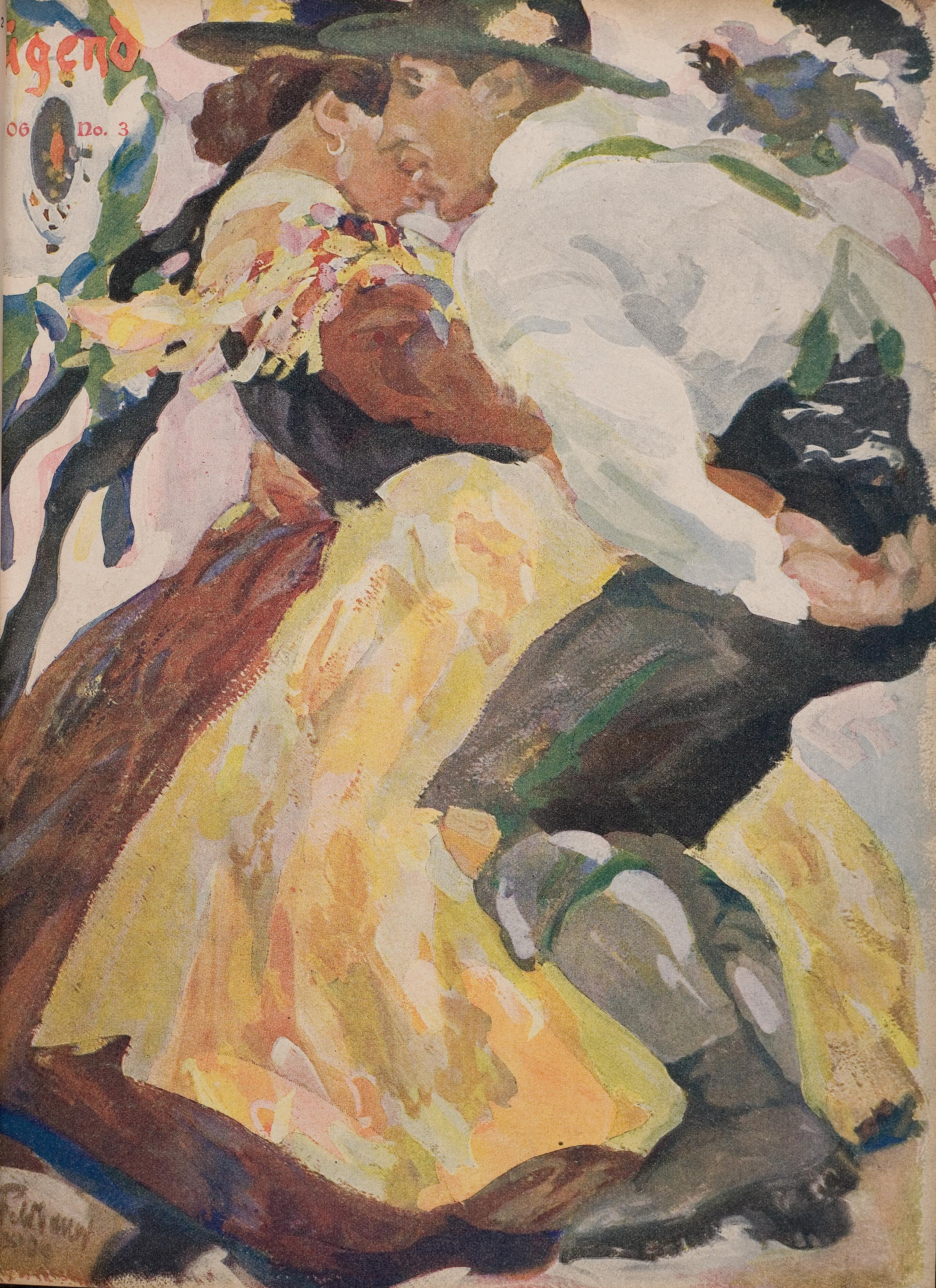
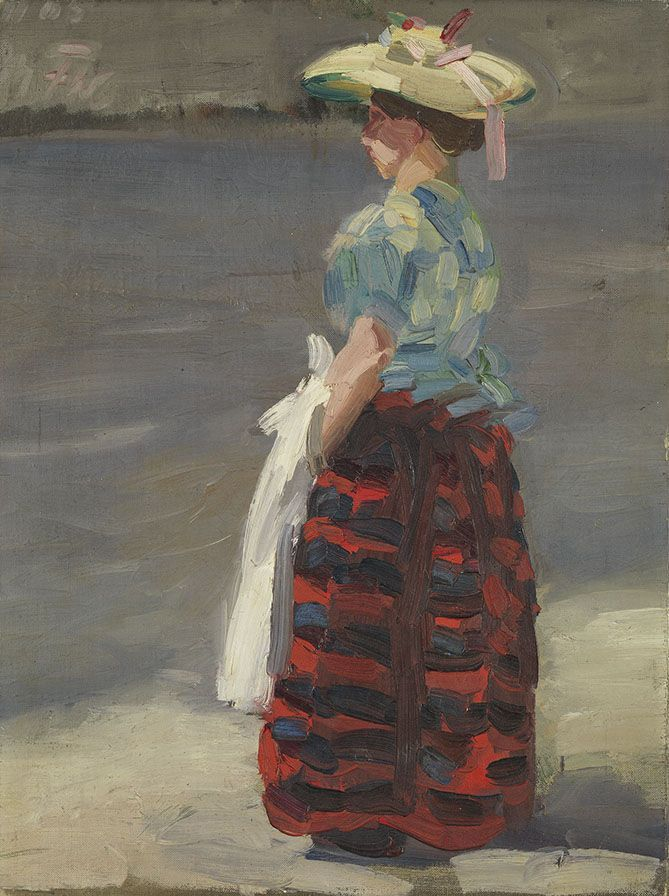
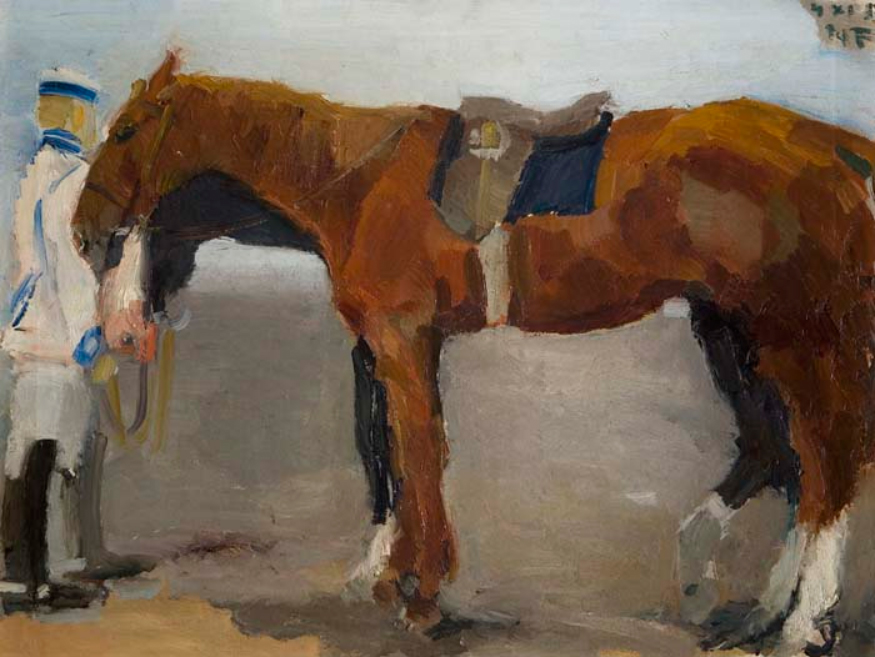
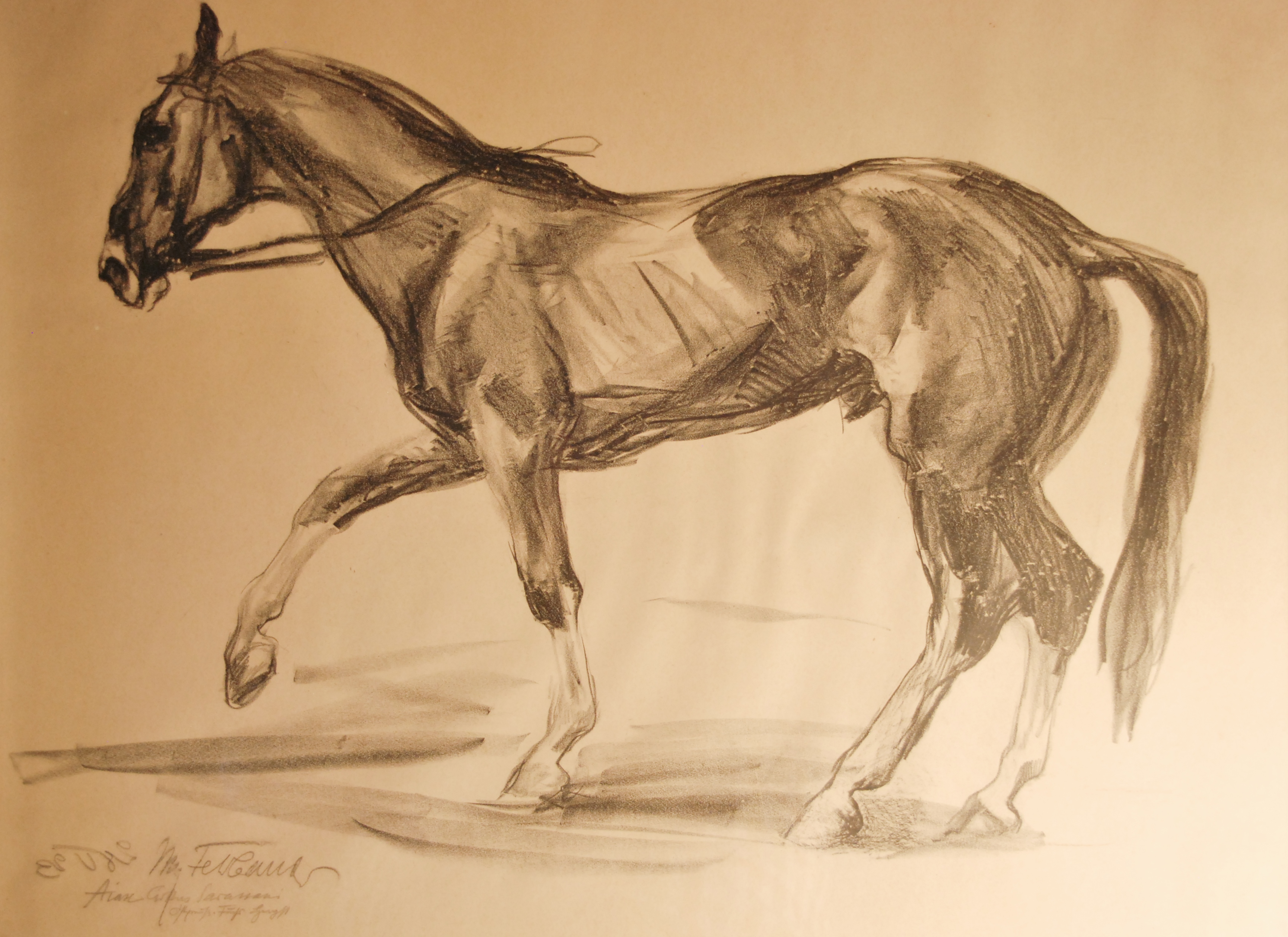
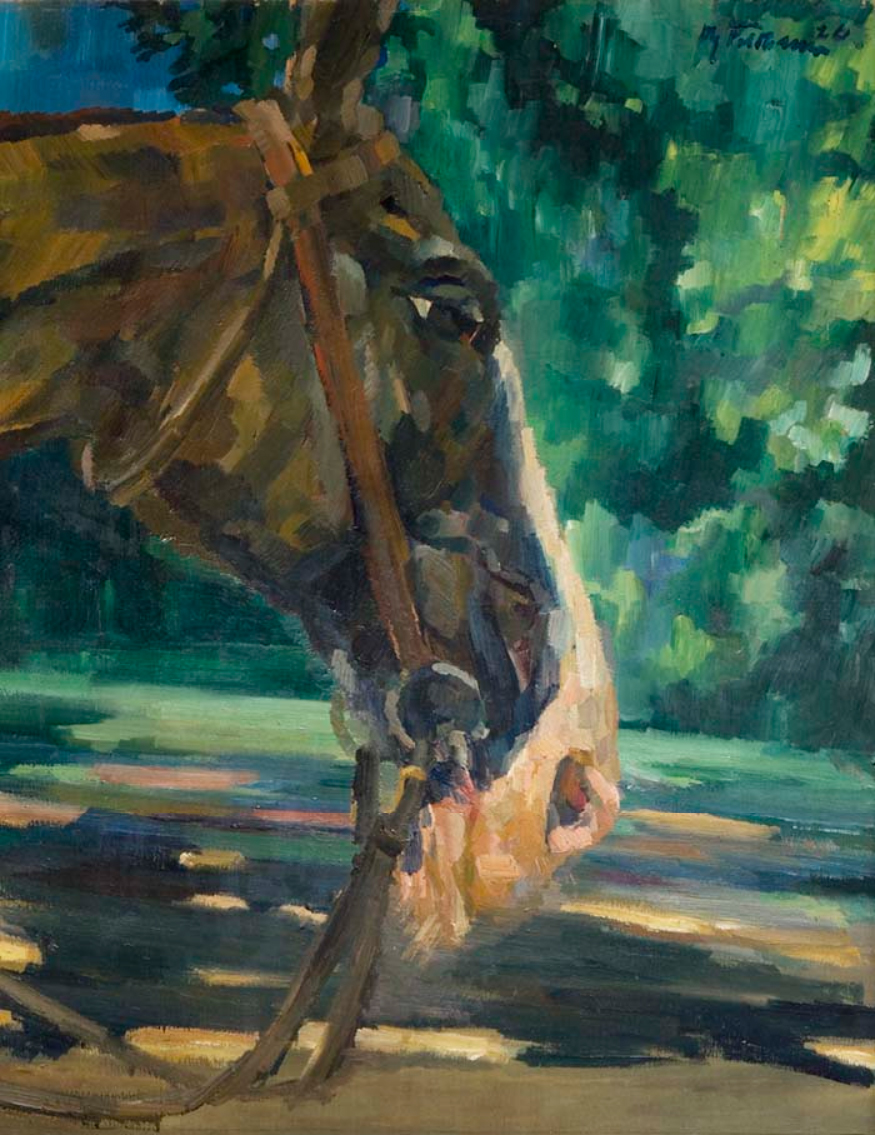